# Adolf Dotzauer
Adolf Dotzauer, křtěný Johann Adolf (2. července 1814 Kraslice – 21. srpna 1856 Praha) byl český a rakouský politik, během revolučního roku 1848 poslanec Říšského sněmu.

## Biografie
Jeho otcem byl lékař Johann Florian Dotzauer. Bratr Richard Dotzauer (1816–1887) byl podnikatelem a politikem. Adolf coby nejstarší syn převzal roku 1843 po otci lékárnu U Orla v Kraslicích.
Během revolučního roku 1848 se zapojil do veřejného dění. Ve volbách roku 1848 byl zvolen na ústavodárný Říšský sněm. Zastupoval volební obvod Heinrichsgrün (dnes Jindřichovice). Profesně se uvádí jako lékárník. Na sněmu se řadil k levici.
Zemřel v roce 1856 v pražském ústavu pro choromyslné.